# Bolpebra
Bolpebra é uma localidade boliviana da província de Nicolás Suárez, no departamento de Pando. Está localizada na tríplice fronteira formada, além da Bolívia, por Brasil (Assis Brasil, Acre) e Peru (Iñapari). Seu nome é um amálgama dos nomes dos três países.
Bolpebra é banhada pelo rio Acre e tem aproximadamente 400 habitantes.

Mapa da Tríplice Fronteira (Bolívia, Brasil e Peru)